# Helena Matute Greño
Helena Matute Greño   (Bilbao, 1960) és una psicòloga, catedràtica universitària i investigadora basca.

## Biografia
Matute és doctora en Psicologia per la Universitat de Deusto, on és catedràtica de Psicologia Experimental i directora del Laboratori de Psicologia Experimental. Ha estat investigadora visitant en diferents universitats del món com la de Gant a Bèlgica, les de Sídney i Queensland a Austràlia o Minnesota als Estats Units.
El seu grup de treball investiga sobre biaixos cognitius, il·lusions causals, pseudociències, supersticions i psicologia de les noves tecnologies. Les seves publicacions recents tracten de faules relacionades amb cerques en internet sobre salut, interpretacions subjectives sobre símptomes, creences de tractaments ineficàcies i biaixos de causalitat. És autora de més de vuitanta articles de recerca en publicacions científiques, ha dirigit dotze tesis doctorals i ha escrit diversos llibres de divulgació científica entre els quals s'assenyalen Psicologia de les Noves Tecnologies (2012) i La nostra Ment ens Enganya (Shackleton Books, 2019).
Membre assessor del consell científic de FECYT, Matute és presidenta de la Societat Espanyola de Psicologia Experimental i acadèmica de número de Jakiunde - Acadèmia de les Ciències, les Arts i les Lletres del País Basc. Té el premi Prisma i el premi DIPC-Jot Down de divulgació científica.